# Estación Porte de Namur/Naamsepoort
La estación Porte de Namur/Naamsepoort es una estación del sistema de metro de Bruselas, en el segmento más meridional de las líneas 2 y 6. Fue inaugurada el día 20 de diciembre de 1970 como una estación de premetro, y se convirtió al metro el día 2 de octubre de 1988. La estación se encuentra bajo el anillo pequeño de la ciudad de Bruselas, en la municipalidad de Ixelles.

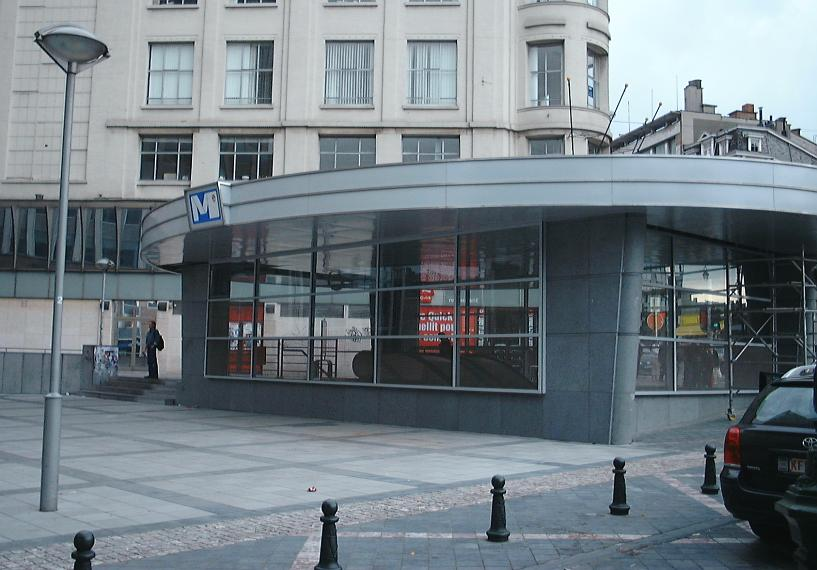
Entrada de la estación.